# Główny Ruski Komitet Wyborczy (1889)
Główny Ruski Komitet Wyborczy – ukraiński komitet polityczny utworzony 17 kwietnia 1889 we Lwowie, koordynujący działania polityków opcji narodowej i moskalofilskiej przed wyborami parlamentarnymi.
Na czele Komitetu stanął narodowiec Teofil Bereżnyćkyj, zastępcami zostali narodowiec Ołeksandr Ohonowśkyj i moskalofil Bohdan Didyćkyj. Członkami komitetu zostało 7 posłów (1 moskalofil i 6 narodowców), 7 przedstawicieli Narodnej Rady, 7 przedstawicieli Russkiej Rady, 2 delegatów metropolity lwowskiego Sylwestra Sembratowycza.
Wybory zakończyły się sukcesem - ogółem wybrano 16 posłów Ukraińców, w tym 7 narodowców i 7 moskalofili.

## Literatura
- Dariusz Maciak - "Próba porozumienia polsko-ukraińskiego w Galicji w latach 1888-1895", Warszawa 2006, ISBN 978-83-235-0276-0